# Jelena Lazarević
Jelena Lazarević (cirílico sérvio: Јелена Лазаревић; 1365/1366 - 1443), também conhecida por casamentos como Jelena Balšić ou Jelena Kosača, foi uma princesa sérvia medieval, filha do príncipe Lazar da Sérvia e da princesa Milica Nemanjic. Ela tinha uma personalidade muito forte e influenciou significativamente a maneira como seus maridos, primeiro Đurađ II Balšić e segundo Sandalj Hranić Kosača, e seu filho Balša III governavam seus reinos. Jelena os incentivou a resistir à invasão veneziana em território pertencente a Zeta, o estado medieval sérvio governado por Đurađ II e depois por Balša III após a morte de Đurađ II. Também é conhecida como escritora de literatura epistolar, particularmente sua correspondência com Nikon de Jerusalém, monge no mosteiro de Gorica no lago Skadar (Montenegro). Suas três epístolas fazem parte do Gorički zbornik (cirílico: Горички зборник), uma coleção medieval de manuscritos.

## Nome
O apelido de Jelena era "Lady Lena" (Госпођа Лена) ou "Learned one" (Учена). Em algumas fontes em inglês, é chamada de Helen. Era conhecida como Jelena Lazarević por causa da nobre família de seu pai. Com base em seu casamento com Đurađ II Balšić, foi chamada de Jelena Balšić, enquanto que por causa de seu casamento com Sandalj Hranić, às vezes era chamada de Jelena Balšić-Hranić ou Jelena Hranić. Em um documento veneziano de 1409, é chamada de "Magnifica Domina Elena".